# Charles Owen Waterhouse

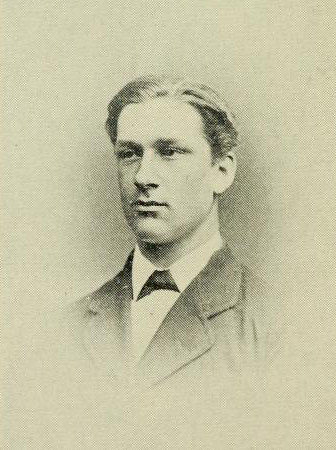
Charles Owen Waterhouse

Charles Owen Waterhouse (19 juni 1843 - 4 februari 1917) was een Brits entomoloog. Hij werkte voor het Natural History Museum.
Waterhouse was gespecialiseerd in kevers. Hij publiceerde onder andere Aid to the Identification of Insects (1880) en leverde bijdragen aan tijdschriften als Cistula entomologica en The Entomologist's monthly magazine.
Hij was de zoon van Elizabeth Ann Griesbach en de wetenschapper George Robert Waterhouse. Zijn voornamen had hij te danken aan zijn peetvaders Charles Darwin en Robert Owen.
- Gemeinsame Normdatei: 143570323
- International Standard Name Identifier: 0000 0001 1443 7092
- Library of Congress Control Number: n83825801
- Nationale Bibliotheek van Israël: 987007277250205171
- Nederlandse Thesaurus van Auteursnamen: 154856800
- SNAC: w6p63dm8
- Système universitaire de documentation: 147626455
- Trove: 907079
- Virtual International Authority File: 50614579
- WorldCat: E39PBJxxkDghbJjJtQrJY9g9Xd